# Aline Pereira
Aline Pereira (Sao Paolo, 6 oktober 1990) is een kickbokser  uit de Brazilië. Pereira wordt getraind door haar broer Alex Pereira, en komt sinds 2019 uit voor de organisatie Glory.
Pereira komt uit in de klasse super bantamweight. 

## Resultaten
- Tiffany van Soest, Loss: Unanimous Decision, Glory 77, 2021-01-30
- Crystal Lawson, Won: TKO ronde 1, Glory 71, 2019-11-22
- Chommanee Sor Taehiran, Won: Unanimous Decision, Glory 68, 2019-09-28
- Elaine Lopes, Loss: Unanimous Decision, 2018-05-05[3]